# Moon Studios
Moon Studios ist ein Entwickler für Computerspiele, der 2010 von Thomas Mahler (davor Cinematic Artist bei Blizzard Entertainment) und Gennadiy Korol (aus Israel; davor Senior Graphics Engineer bei Animation Lab) gegründet wurde. Das Studio ist seit Mai 2011 als GmbH eingetragen. Beide Gründer fungieren als Gesellschafter mit einem jeweiligen Anteil in Höhe von 50 %, Mahler zudem als Geschäftsführer. Der Firmensitz des Studios befindet sich in Wien. Die Teammitglieder sind jedoch über die ganze Welt verstreut.
Moon Studios sind besonders bekannt für das 2015 veröffentlichte Computerspiel Ori and the Blind Forest, für das es 2016 den Best Debut Award der Game Developers Choice Awards erhielt. 2011 unterzeichneten die Moon Studios eine Entwicklungs- und Vertriebsvereinbarung für das Spiel Ori and the Blind Forest mit den Xbox Game Studios. Seit 2011 kooperierte das Unternehmen mit Microsoft. Am 11. März 2020 ist die Spielefortsetzung Ori and the Will of the Wisps, die 2017 auf der Messe E3 angekündigt wurde, für Xbox One und Windows 10 erschienen. Seit 2015 arbeitet das Studio an einem weiteren, noch unangekündigtem Spiel. Es soll sich dabei um ein Action-RPG handeln.
Nach dem Erfolg von Ori and the Blind Forest wurde das Team erheblich erweitert. Im März 2020 beschäftigte das Studio mehr als 80 Mitarbeiter und rekrutierte Talente aus 43 Ländern. Um die Kommunikation zu erleichtern, entwickelte Moon sein eigenes Kommunikationstool namens «Apollo» und organisierte jährliche Retreats, um den Zusammenhalt des Teams zu gewährleisten.
Im Jahr 2022 wurden Vorwürfe von schlechter Mitarbeiterführung publik. Der Publisher Microsoft beendete daraufhin die Zusammenarbeit mit Moon Studios.
Mit No Rest for the Wicked wurde im April 2024 eine neue Eigenproduktion von Moon Studios im Early Access durch den US-amerikanischen Publisher Private Division veröffentlicht. Nach dem Verkauf von Private Division durch Take-Two im November 2024 erlangte Moon Studios im Rahmen eines mehrmonatigen Rechtsverfahrens die Verwertungsrechte an No Rest for the Wicked zurück. Seit März 2025 vertreibt das Studio den Titel eigenständig im Selbstverlag.